# Kölvattnet
Kölvattnet är en sjö i Bengtsfors kommun i Dalsland och ingår i Göta älvs huvudavrinningsområde. Sjön har en area på 0,435 kvadratkilometer och ligger 144,3 meter över havet.

## Delavrinningsområde
Kölvattnet ingår i det delavrinningsområde (653754-129526) som SMHI kallar för Utloppet av Kölvattnet. Medelhöjden är 193 meter över havet och ytan är 6,08 kvadratkilometer. Det finns inga avrinningsområden uppströms utan avrinningsområdet är högsta punkten. Vattendraget som avvattnar avrinningsområdet har biflödesordning 4, vilket innebär att vattnet flödar genom totalt 4 vattendrag innan det når havet efter 202 kilometer. Avrinningsområdet består mestadels av skog (90 procent). Avrinningsområdet har 0,43 kvadratkilometer vattenytor vilket ger det en sjöprocent på 7,1 procent.